# Allocasuarina grampiana
Allocasuarina grampiana är en tvåhjärtbladig växtart som beskrevs av Lawrence Alexander Sidney Johnson. Allocasuarina grampiana ingår i släktet Allocasuarina och familjen Casuarinaceae. Inga underarter finns listade i Catalogue of Life.

## Bildgalleri

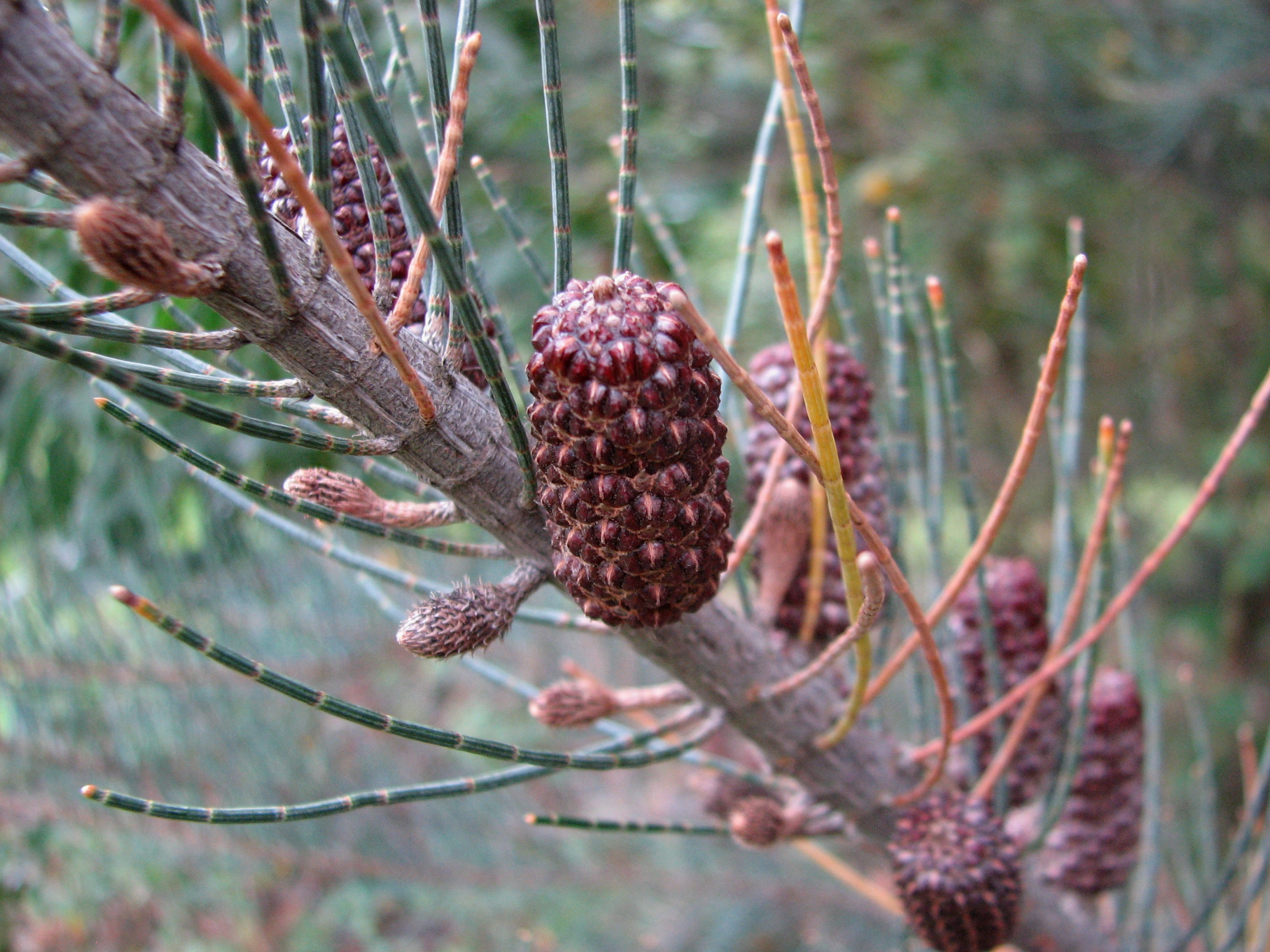